# Ronceverte
Ronceverte város az USA Nyugat-Virginia államában, Greenbrier megyében. Lakosainak száma 1572 fő (2020. április 1.).

## Népesség
A település népességének változása:
| Lakosok száma | 395  | 1765 | 1572 |
|               | 1880 | 2010 | 2020 |